# For a Western Girl
For a Western Girl è un cortometraggio muto del 1910 diretto da Fred J. Balshofer.

## Produzione
Il film fu prodotto dalla Bison Motion Pictures e dalla New York Motion Picture.

## Distribuzione
Distribuito dalla Motion Picture Distributors and Sales Company, il film - un cortometraggio in una bobina di 279 metri - uscì nelle sale cinematografiche statunitensi il 16 settembre 1910. La Western Import Company lo distribuì nel Regno Unito in una versione ridotta di 164,3 metri il 19 giugno 1912.